# Topola Królewska
Topola Królewska [pronunciación en polaco: /tɔˈpɔla kruˈlɛfska/] es un pueblo ubicado en el distrito administrativo de Gmina Łęczyca, dentro del condado de Łęczyca, voivodato de Łódź, en el centro de Polonia. Se encuentra a unos 4 kilómetros al norte de Łęczyca y a 38 kilómetros al noroeste de la capital regional Łódź.